# Пісецький Григорій Іванович
Григорій Пісецький (П'ясецький) (псевда: «Пісуньо», «Цуньо» нар. 15 лютого 1907, с. Корнів, Королівство Галичини та Володимирії — † 30 липня 1930, м. Бібрка, Львівська область) — діяч Пласту, бойовик Української Військової Організації (УВО).

## Життєпис
Народився 15 лютого 1907 у селі Корнів, тепер Городенківський район, Івано-Франківська область. Батько — о. Іван Пісецький, священик УГКЦ, голова Городенківської повітової Української Національної Ради ЗУНР, парох у селі Корнів. Стрийко — Олександр Пісецький, державний секретар пошти ЗУНР.
Був активним членом Пласту, входив до 11 куреня ім І. Мазепи (Станиславів), а згодом 3 куреня УСП «Лісові Чорти», пластун-скоб.
Закінчив Станиславівську гімназію у 1928, після цього став студентом факультету права Львівського університету.
Бойовик Української Військової Організації (УВО), важко поранений у перестрілці з польською поліцією під час експропріаційного акту, сам себе застрілив, щоб не потрапити живим у руки ворога. Похований у м. Бібрці.

## Загибель Пісецького— привід заборони Пласту
У зв'язку з тим, що Григорій Пісецький був одягнений у пластову сорочку, це стало приводом для заборони польською владою організації «Пласт».

## Вшанування пам'яті
1 жовтня 2017 у Бібрці відкрили пам'ятний знак на місці загибелі члена УВО і ОУН Грицька Пісецького.